# Тоналит
Тонали́т (от перевала Тонале в Италии) — магматическая плутоническая горная порода кислого состава, нормального ряда щёлочности из семейства гранодиоритов. Ранее это название часто использовалось как синоним кварцевого диорита, однако современная классификация IUGS определяет тоналит как горную породу, содержащую более 20 % кварца, а кварцевый диорит - как содержащую от 5 % до 20 %. Его можно определить, как существенно плагиоклазовую разновидность гранодиорита.
Основные минералы тоналита, в порядке уменьшения объемного содержания — плагиоклаз, кварц, роговая обманка, биотит. Акцессорные минералы — апатит, циркон, гранат, титанит и др.
По количеству кремнезёма относится к умеренно кислым породам. Средний химический состав SiO2 63—68 %, ТіO2 0.2—1 %, Al2O3 13—18 %, Fe2O3 1—3.5 %, FeO 1—5 %, MgO 1—3.5 %, CaO 3—6 %, Na2O 3—5 %, К2О 0.8—2 %.
Являясь одной из древнейших пород на Земле, тоналит имеет важное значения для геологических исследований, так как путём анализа степени распада урана-238 в породе можно определить возраст материковых плит.
Также, тоналит используется в строительстве, в качестве строительного и облицовочного камня.